# Леслі Лінка Глаттер
Леслі Лінка Глаттер (англ. Lesli Linka Glatter; нар. 26 липня 1953, Даллас, Техас) — американський режисер, продюсер і колишній хореограф.
Глаттер за свою кар'єру, що охоплює три десятиліття, виступила як режисер майже шістдесяти телесеріалів і фільмів. У 1985 році вона зняла короткометражний фільм «Сказання про зустріч і розлуку», який був номінований на премію «Оскар» за найкращий ігровий короткометражний фільм.
Глаттер зняла декілька кінофільмів, у тому числі «Час від часу» і «Пропозиція», проте найбільшого успіху домоглася на телебаченні, де була режисером таких серіалів як «Твін Пікс», «Поліція Нью-Йорка», «Закон і порядок: Спеціальний корпус», «Дівчата Гілмор», «Анатомія Грей», «Західне крило», «Шукач», «Швидка допомога», «Менталіст», «Доктор Хаус», «Хороша дружина», «Реальна кров», «Нешвілл» і багатьох інших. За свою роботу над серіалом «Божевільні» Глаттер отримала премію Гільдії режисерів США і була номінована на «Еммі» в 2010 році.